# Елена Марушиакова
Елена Андреевна Марушиакова е българска етноложка.
Родена е на 15 март 1958 година в семейство с руски и словашки корени. През 1980 година завършва история и етнография в Софийския университет „Климент Охридски“, а през 1984 година защитава докторат в Университета „Коменски“ в Братислава. От 1985 година постъпва в Етнографския институт в София, като в отделни периоди работи и в Лайпцигския университет (2001 – 2004), Хумболтовия университет (2013 – 2014) и Университета на Сейнт Андрюс (2016-2023). От 2010 г. до 2020 г. е президент международното Общество за изучаване на циганите (Gypsy Lore Society), създадено през 1888 г. в Единбург. През 2020 г. получава званието Doctor honoris causa от Södertörn University в Стокгхолм. През 2022 г. основава Brill & Schoning Series «Roma History and Culture». Почетен професор на Университета на Сейнт Андрюс (2023). От 2023 работи в Института за етнология и социална антропология към Словашка академия на науките. 
Изследванията на Елене Марушиакова са главно в областта на историята и етнологията на циганите, като е автор на няколко основни труда в тази област (в съавторство с Веселин Попов).

## Избрана библиография

### Книги
- Marushiakova, Elena and Vesselin Popov. 2024. Stalin vs Gypsies: Roma and Political Repressions in the USSR. Paderborn: Brill &. Ferdinand Schöningh.

- Marushiakova, Elena and Vesselin Popov, eds. 2022. Roma Portraits in History. Roma Civic Emancipation Elite in Central, South-Eastern and Eastern Europe from the 19th Century until World War II. Leiden: Brill & Paderborn: Schöningh.
- Marushiakova, Elena and Vesselin Popov, eds. 2021. Roma Voices in History: A Source Book. Roma Civic Emancipation in Central, South-Eastern and Eastern Europe from 19th Century until the Second World War. Leiden: Brill & Paderborn: Schönin

- Marushiakova, Elena and Vesselin Popov. 2016. Gypsies of Central Asia and Caucasus. London: Palgrave Macmillan.
- Марушиакова, Елена и Веселин Попов. 2012. Цигани в Източна Европа. Курс лекции. София: Парадигма.
- Марушиакова, Елена и Веселин Попов. 2007. Студии Романи. Том VII. Избрано. София: Парадигма.
- Marushiakova, Elena, Udo Mischek, Vesselin Popov and Bernhard Streck. 2005. Dienstleistungsnomadismus am Schwarzen Meer. Zigeunergruppen zwischen Symbiose und Dissidenz. In Orientwissenschaftliche Hefte (16).
- Марушиакова, Елена и Веселин Попов. 2000. Циганите в Османската империя. София: Литавра.                                                      2 ed.: Marushiakova, Elena and Vesselin Popov. 2001. Gypsies in the Ottoman Empire. Hatfield: University of Hertfordshire Press.              3 ed.: Marushiakova, Elena and Vesselin Popov. 2003. Romi u Turskom Carstvu. Subotica: Čikoš Holding.                                                      4 ed.: Marushiakova, Elena and Vesselin Popov. 2006. Osmanlı Imperatorluğu’nda Çingeneler. Istanbul: Homer.                                          5 ed.: یلینا ماروشیاکوف٢٠٠٩ ا و فاسلین بو. تاریخ الغج. الغجر فی الدولة العثما نیة. وکالةسفنکس. [Egypt, 2009]
- Марушиакова, Елена и Веселин Попов. 1993. Циганите в България. София: Клуб ‘90.                                                                          2 ed.: Marushiakova, Elena and Vesselin Popov. 1997. Gypsies (Roma) in Bulgaria. Frankfurt am Main: Peter Lang.

### Сборници с фолклор и устна история
- Marushiakova, Elena, Vesselin Popov and Birgit Igla, eds. 1998. Studii Romani. Vol. V-VI. The Snake's Ring. The Language and Folklore of Erli from Sofia. // Студии Романи. Том V-VI. Змийският пръстен. Език и фолклор на Софийските Ерлии. Sofia: Litavra. [bilingual edititon]
- Marushiakova, Elena and  Vesselin Popov, eds. 1997. Studii Romani. Vol. III-IV. The Song of the Bridge. // Студии Романи. Том III-IV. Песента за моста. Sofia: Litavra. [bilingual edititon]
- Marushiakova, Elena and Vesselin Popov, eds. 1995. Studii Romani. Vol. II. // Студии Романи. Том II. Sofia: Club ’90. [bilingual edititon]
- Marushiakova, Elena and Vesselin Popov, eds. 1994. Studii Romani. Vol. I. // Студии Романи. Том I. Sofia: Club ’90. [bilingual edititon]

### Илюстровани книги и каталози
- Марушиакова, Елена и Веселин Попов. 2012. Ромската етнокултура – минало и настояще. Каталог. София: Парадигма. [Translations: Marushiakova, Elena and Vesselin Popov. 2012. Roma Culture in Past and Present. Catalogue. Sofia: Paradigma;     Marushiakova, Elena and Vesselin Popov. 2012. I Romani etnokultura – paluptnipe thaj akana. Katalogo. Sofia: Paradigma;          Marushiakova, Elena and Vesselin Popov. 2012. La cultura étnica de los Gitanos (Roma) – pasado y presente. Catálogo. Sofia: Paradigma.]
- Marushiakova, Elena, Udo Mischek, Vesselin Popov and Bernhard Streck. 2008. Zigeuner am Schwarzen Meer. Leipzig: Eudora Verlag.
- Марушиакова, Елена и Веселин Попов. 2012. Цигани от старо и ново време. Фото-книга. // Gypsies Roma in Times Past and Present. Photo-Book. София: Литавра. [bilingual edititon]
- Марушиакова, Елена и Веселин Попов. 1995. Циганите на България. Проблеми на мултикултуралната музейна експозиция. // The Gypsies of Bulgaria. Problems of the multicultural museum exhibition. София: Круб ’90. [bilingual edititon]

### Съставителство
- Marushiakova, Elena, Vesselin Popov & Lilyana Kovacheva. eds. 2023. Pashov, Shakir M. History of the Gypsies in Bulgaria and Europe: Roma. Paderborn: Brill & Ferdinand Schöningh.
- Марушиакова, Елена, Веселин Попов & Лиляна Ковачева, eds. 2023. Пашов, Шакир. История на циганите в България и Европа: Рома. София: Парадигма.
- Черных, Александр В., Елена А. Марушиаковой & Надежда Г. Деметер, eds. 2022. Цыганские сообщества в социуме: адаптация, интеграция, взаимодействия. Санкт-Петербург: Мамонтов.
- Marushiakova, Elena and Vesselin Popov, eds. 2020. Gypsy Policy and Roma Activism: From the Interwar Period to Current Policies and Challenges. Social Inclusion. Vol. 8, No. 2.
- Kyuchukov, Hristo, Elena Marushiakova and Vesselin Popov, eds. 2020. Preserving the Romani Memories. Festschrift in Honor of Dr. Adam Bartosz. München: Lincom Academic Publishers.
- Kyuchukov, Hristo, Elena Marushiakova and Vesselin Popov, eds. 2016. Roma: Past, Present, Future. München: Lincom Academic Publishers.
- Marushiakova, Elena and Vesselin Popov, eds. 2016. Roma Culture: Myths and Realities. München: Lincom Academic Publishers.
- Marushiakova, Elena, ed. 2008. Dynamics of National Identity and Transnational Identities in the Process of European Integration. Newcastle: Cambridge Scholars Publishing.